# 3984 Chacos
3984 Chacos è un asteroide della fascia principale. Scoperto nel 1984, presenta un'orbita caratterizzata da un semiasse maggiore pari a 2,4358813 UA e da un'eccentricità di 0,1816846, inclinata di 2,93765° rispetto all'eclittica.